# 이치미 가즈나리
이치미 가즈나리(일본어: 一美 和成, 1997년 11월 10일 ~ )는 일본의 축구 선수이다.

## 구단 경력
그는 2016년부터 J리그의 감바 오사카, 교토 상가 FC, 요코하마 FC, 도쿠시마 보르티스에서 뛰었다.